# Professeur invité

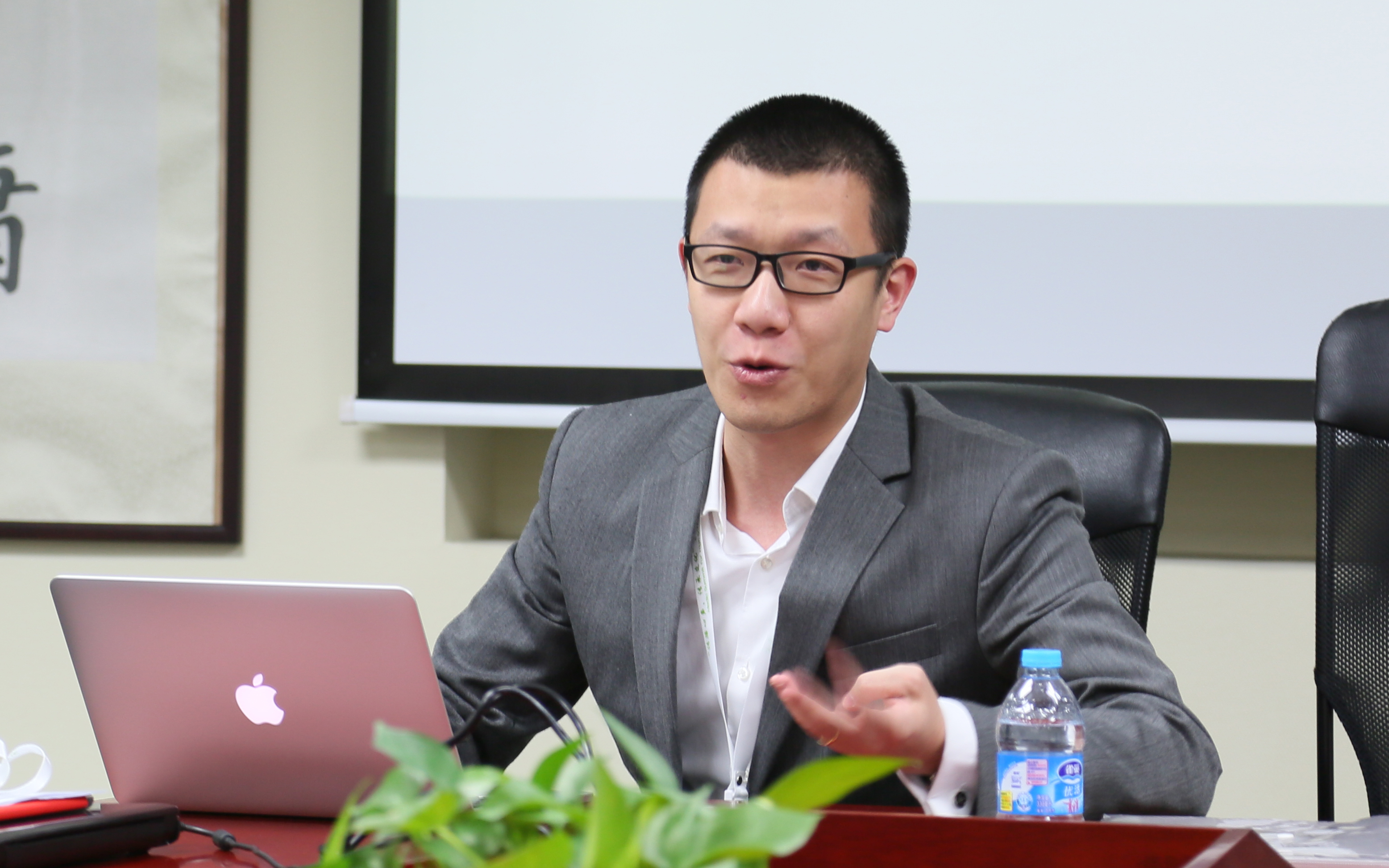
Dr. Xu, Mohan, chercheur invité à l’Université de Stanford.

Le terme de professeur invité ou chercheur invité est un titre universitaire lié à l'histoire des universités. Il désigne un universitaire d'un établissement qui est invité à visiter un autre établissement pour une période limitée, allant de quelques mois à une année. Cet universitaire est invité soit pour enseigner dans un domaine au sujet duquel son expertise est reconnue, soit pour collaborer activement avec l'équipe de recherche de l'établissement hôte, soit les deux. C'est un des mécanismes le plus souvent utilisé pour les échanges internationaux dans le monde académique,.
Il peut être utilisé dans plusieurs situations :
- un poste temporaire de professeur des universités, professeur adjoint, professeur associé, professeur titulaire (Full Professor aux États-Unis), par exemple pour couvrir la charge d'enseignement d'un membre du corps professoral en congé sabbatique ;
- un professeur en congé, qui est invité à siéger comme membre du corps professoral d'une autre faculté ou université pour une période limitée de temps, souvent une année universitaire.